# Ilz, Steiermark
Ilz är en ort och kommun i distriktet Hartberg-Fürstenfeld i förbundslandet Steiermark i Österrike.
Kommunen består av 14 orter (Ortschaften) (inom parentes invånarantal 1 januari 2024):

- Buchberg bei Ilz (105)
- Dambach (99)
- Dörfl (183)
- Eichberg bei Hartmannsdorf (79)
- Hochenegg (313)
- Ilz (1 184)
- Kalsdorf bei Ilz (67)
- Kleegraben (219)
- Leithen (77)
- Mutzenfeld (55)
- Nestelbach im Ilztal (595)
- Nestelberg (132)
- Neudorf bei Ilz (511)
- Reigersberg (159)

Kommunen fick sin nuvarande form den 1 januari 2015 genom en sammanslagning av kommunerna Ilz och Nestelbach im Ilztal.